# Éraville
Éraville ist eine Ortschaft und eine ehemalige französische Gemeinde mit 197 Einwohnern (Stand 1. Januar 2022) im Département Charente in der Region Nouvelle-Aquitaine (vor 2016 Poitou-Charentes). Sie gehörte zum Arrondissement Cognac und zum Kanton Charente-Champagne.
Mit Wirkung vom 1. Januar 2017 wurden die früheren Gemeinden Malaville, Éraville, Nonaville, Touzac und Viville zu einer Commune nouvelle mit dem Namen Bellevigne zusammengelegt und haben in der neuen Gemeinde den Status einer Commune déléguée inne. Der Verwaltungssitz befindet sich im Ort Malaville.

## Lage
Éraville liegt etwa 30 Kilometer (Fahrtstrecke) südöstlich der Stadt Cognac bzw. etwa 16 Kilometer nordöstlich von Barbezieux-Saint-Hilaire auf einer Höhe von etwa 70 Metern ü. d. M. Der Hauptort des Kantons, Châteauneuf-sur-Charente, liegt etwa 4,5 Kilometer nordöstlich.

## Bevölkerungsentwicklung
| Jahr      | 1968 | 1975 | 1982 | 1990 | 1999 | 2006 | 2016 |
| Einwohner | 202  | 183  | 186  | 192  | 177  | 172  | 212  |

Bei der ersten Volkszählung in Frankreich im Jahre 1793 hatte der Ort 262 Einwohner; Mitte des 19. Jahrhunderts stieg die Bevölkerung zeitweise auf über 300 an um nach dem Ende der Reblauskrise (ca. 1865–1885), die in nahezu allen Weinbauregionen Frankreichs einen deutlichen Rückgang der Bevölkerung zur Folge hatte, auf etwa 200 zurückzugehen.

## Wirtschaft
Die Landwirtschaft und vor allem der Weinbau spielten in den Dörfern der Charente immer schon eine wichtige Rolle. Während Getreide, Gemüse und Ölsaaten (Sonnenblumen) vorwiegend für den eigenen Bedarf angebaut wurden, konnte man mit dem Wein- (später auch Branntwein-) Export nach England, Schottland und andere Länder Nordeuropas gutes Geld verdienen, wobei sich allerdings die Weinbauern mit dem geringeren Teil des Verdienstes begnügen mussten. Heute gehört das Südufer der Charente bei Éraville zur Lage der Petite Champagne innerhalb des großen Anbaugebiets der Cognac-Weine.

## Geschichte
Über die Geschichte von Éraville sind keine Informationen verfügbar. Man vermutet, dass eine Römerstraße von Saintes (Mediolanum Santonum) nach Périgueux (Vesunna) hier vorbeiführte.

## Sehenswürdigkeiten
- Die romanische Pfarrkirche Saint-Pierre entstammt wahrscheinlich dem Ende des 12. Jahrhunderts. Sie imponiert durch eine dreiteilige Fassade mit hohem Glockengiebel. Das Erdgeschoss ist durch zwei vertikale Dienste in drei Felder geteilt: Das mittlere wird eingenommen von einem – wenig später eingebauten – gotischen Portal, das – wie in der Charente üblich – kein Tympanon hat; das linke Feld beinhaltet ein kleineres romanisches Blendportal. Das Erdgeschoss schließt nach oben ab mit einem figuralen Konsolenfries, auf welchem ein Gesims mit Klötzchenfries aufliegt. Das Mittelgeschoss wurde gebildet von einer – auf Doppelsäulen ruhenden – Fünferarkade, in deren erhöhtem Mittelbogen ein Fenster eingelassen ist; die äußeren Arkaden sind größtenteils beim nachträglichen Einbau seitlicher Strebepfeiler verschwunden. Das Mittelgeschoss schließt mit einem einfachen undekorierten Gesims; darüber befindet sich ein hochaufragender Scheingiebel. Zwischen den beiden Glockenarkaden, von denen die linke später zugemauert wurde, befindet sich eine Konsole mit einer kaum erkennbaren Figur – möglicherweise der Kirchenpatron St. Peter. Das einschiffige Kircheninnere ist tonnengewölbt und hat eine Apsis. Der Kirchenbau ist seit dem Jahr 1965 in die Liste der Monuments historiques eingetragen.[2][3] Die bronzene Glocke stammt aus dem Jahr 1857 und ist ebenfalls denkmalgeschützt.[4]
- Im Ort selbst ist das Rathaus, die ehemalige Schule, denkmalgeschützt; in der Umgebung des Ortes stehen mehrere Bauernhäuser (fermes) aus dem 19. Jahrhundert, die ebenfalls von historischer Bedeutung sind.[5]

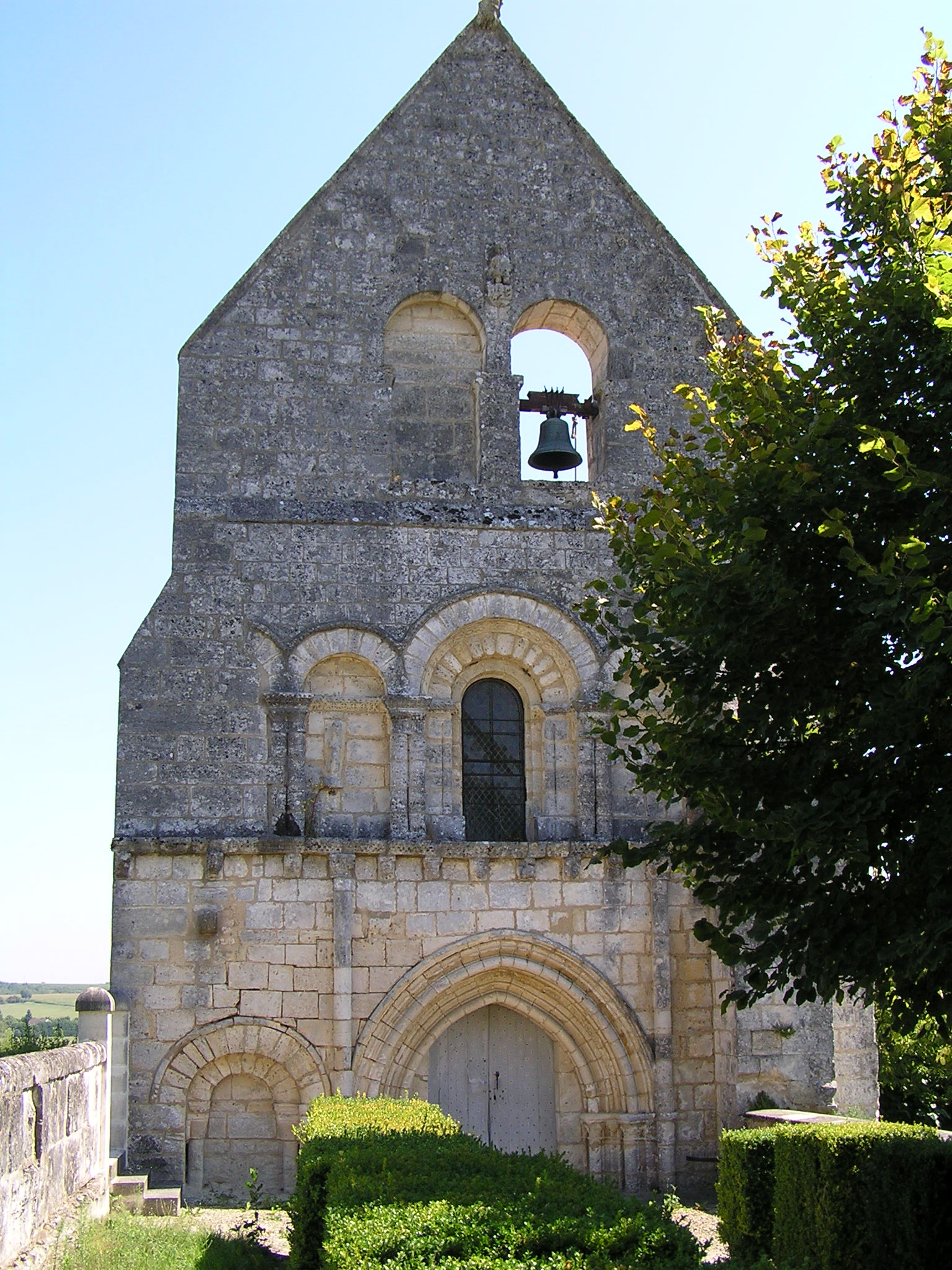
Éraville, Kirche Saint-Pierre